# یواس‌اس مک‌فال (دی‌دی‌جی-۷۴)
یواس‌اس مک‌فال (دی‌دی‌جی-۷۴) (به انگلیسی: USS McFaul (DDG-74)) یک کشتی است که طول آن ۵۰۵ فوت (۱۵۴ متر) می‌باشد. این کشتی در سال ۱۹۹۷ ساخته شد.